# Aurora (avion)
Pour les articles homonymes, voir Aurora.

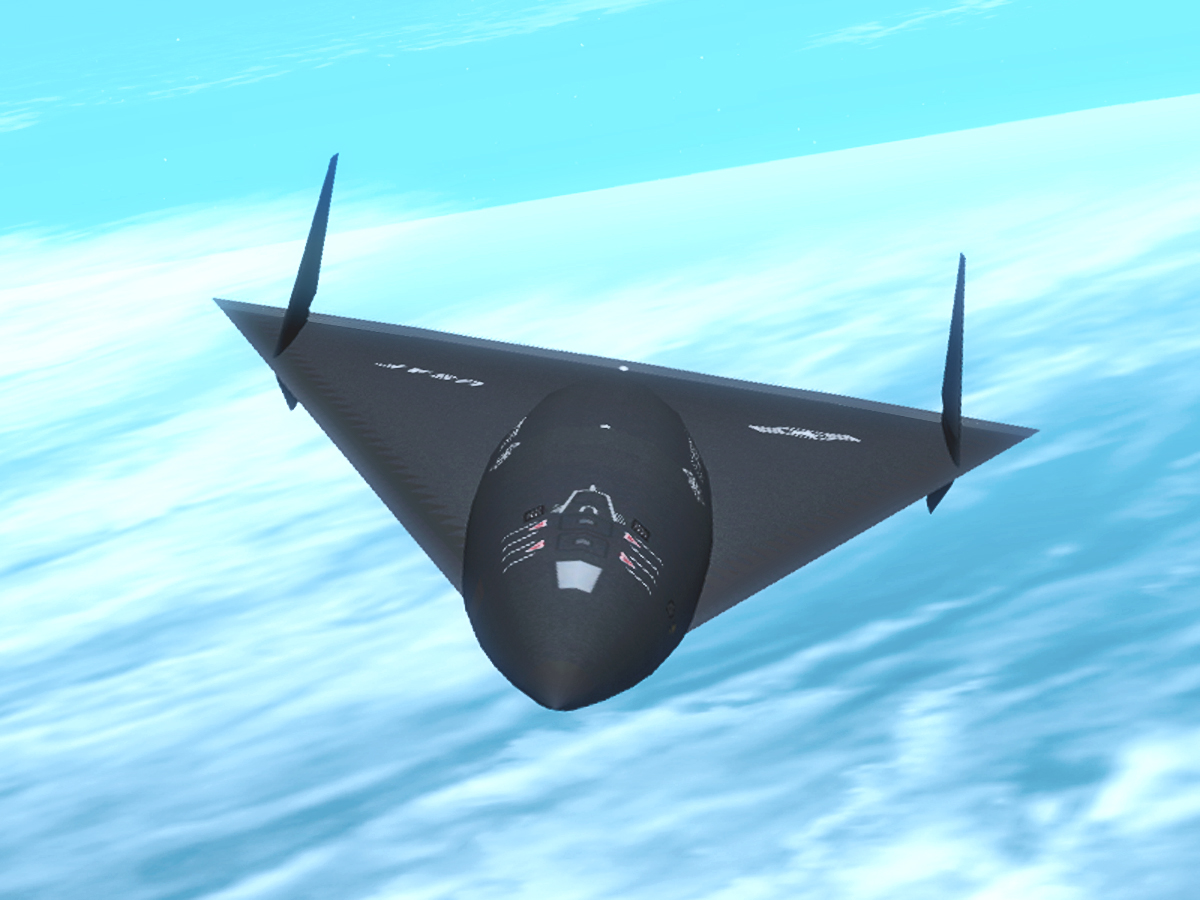
Vue d'artiste de l'Aurora.

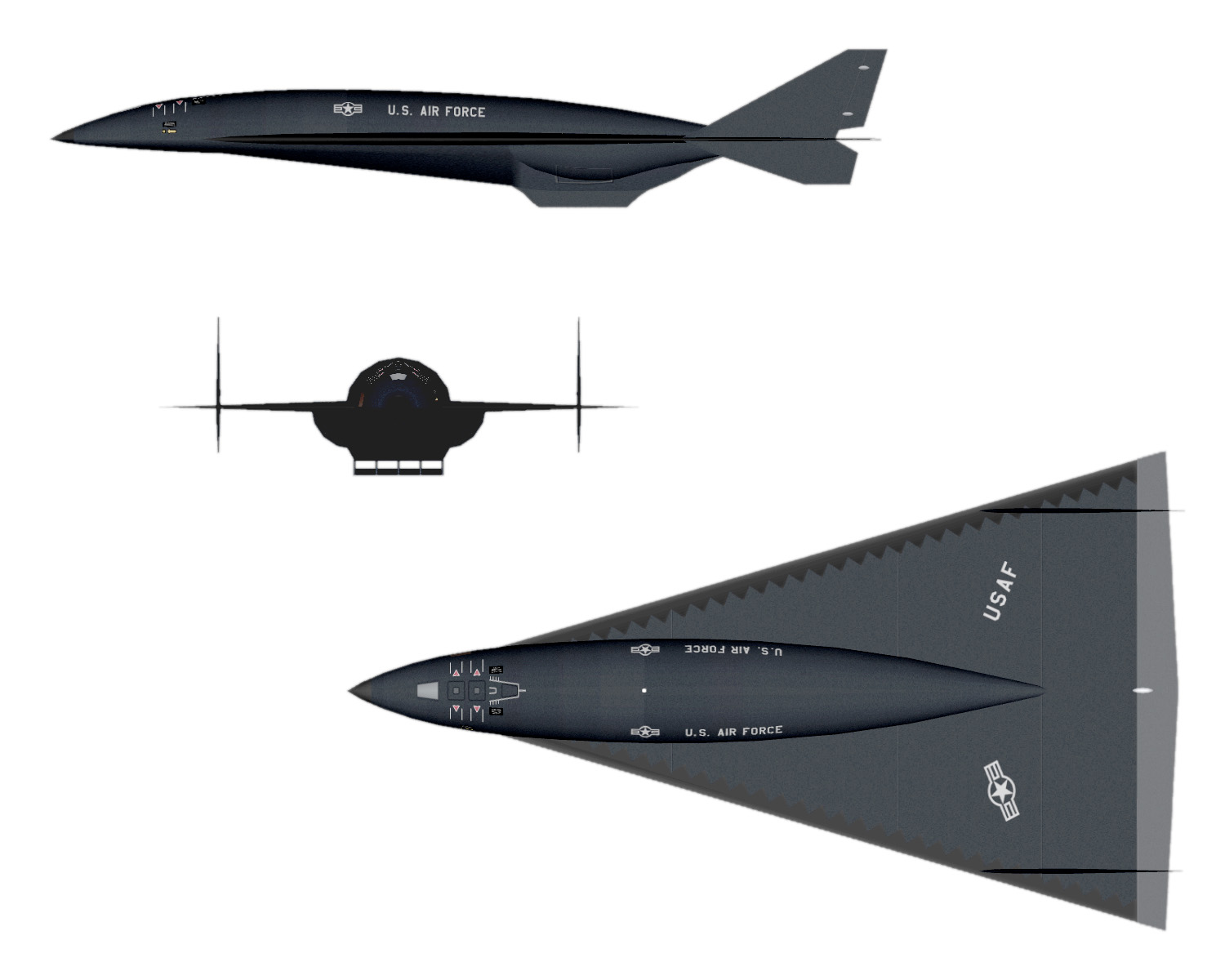
Plan 3 vues de l'Aurora selon certaines spéculations.

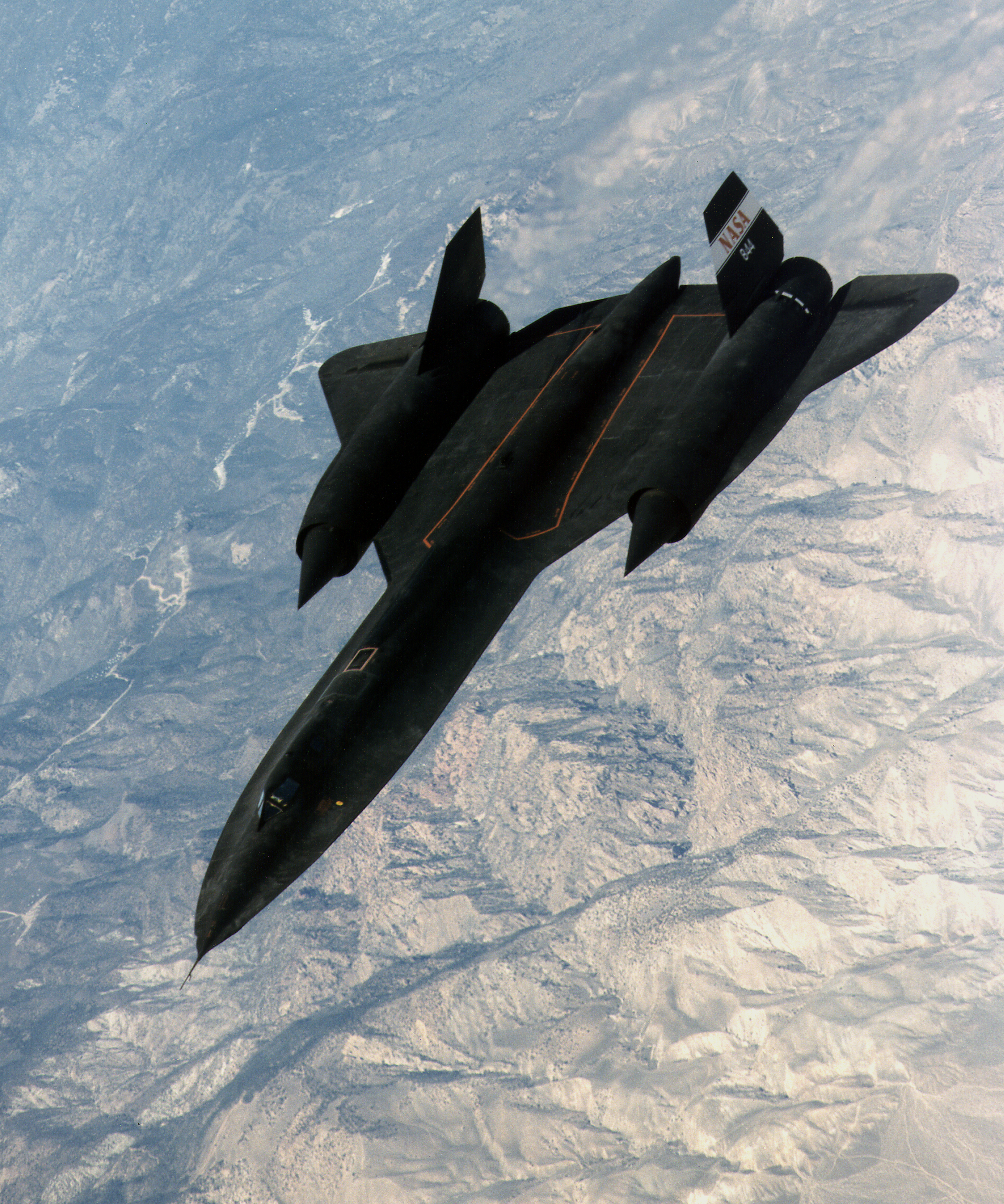
Le SR-71 Blackbird, l'avion que l'Aurora aurait remplacé.

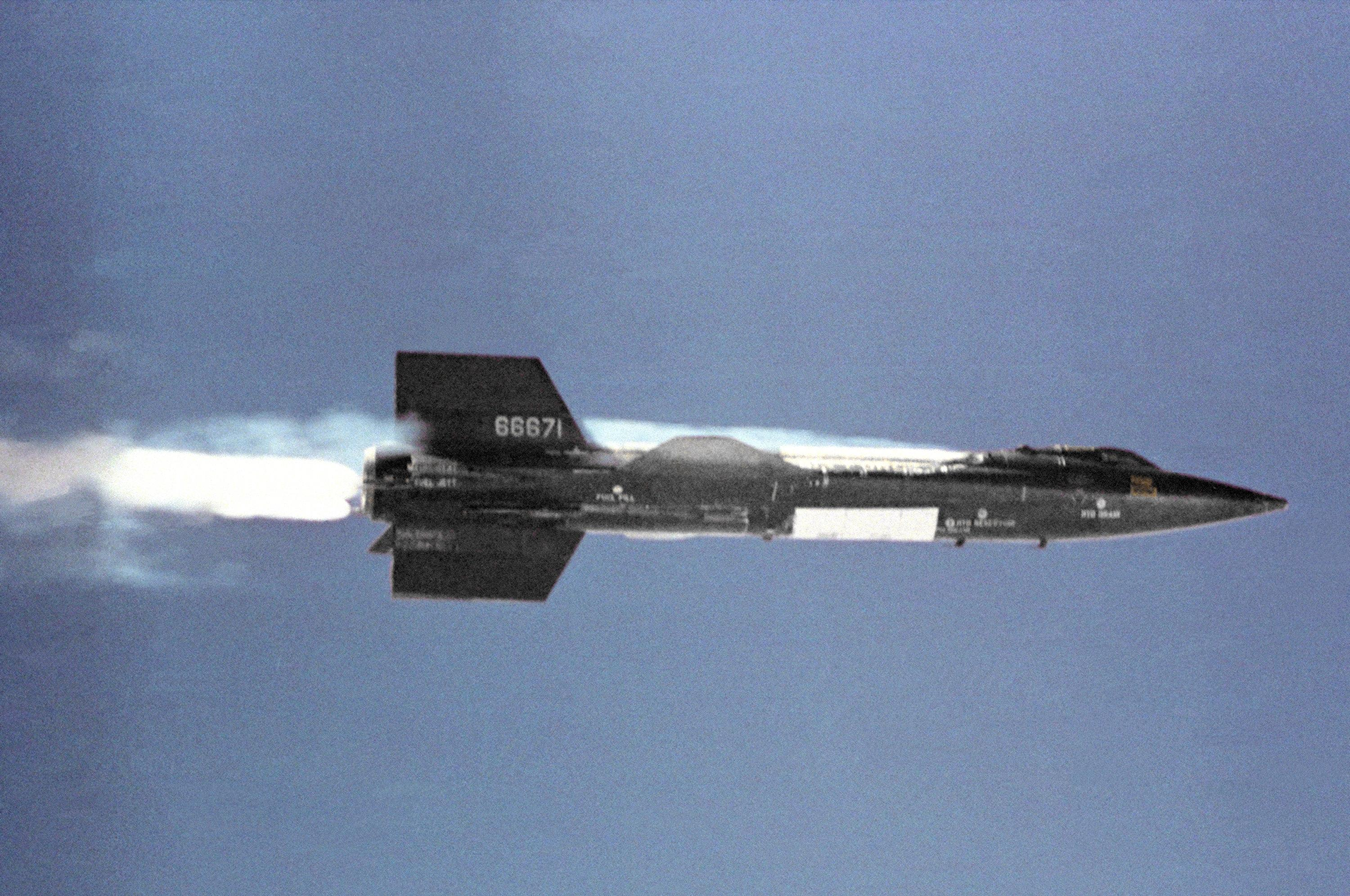
Le North American X-15 est peut-être aussi à l'origine de l'Aurora.

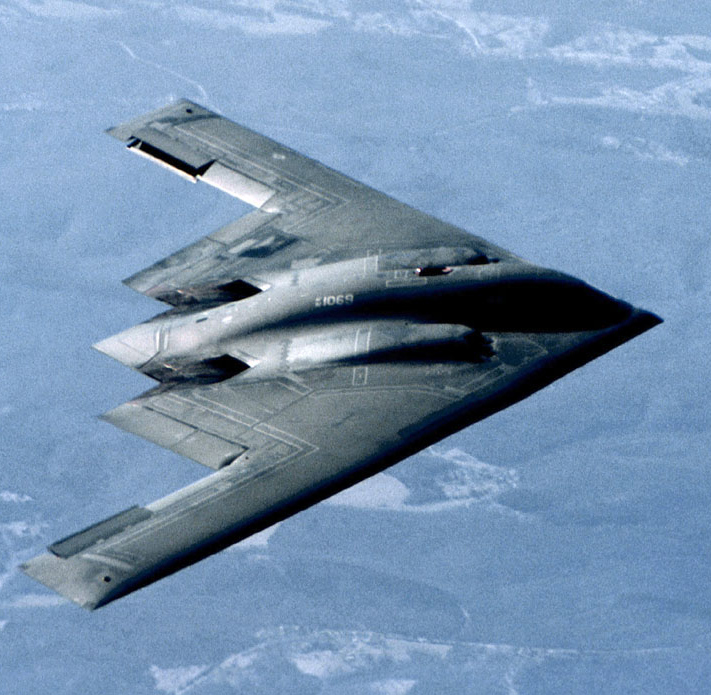
Northrop B-2 Spirit

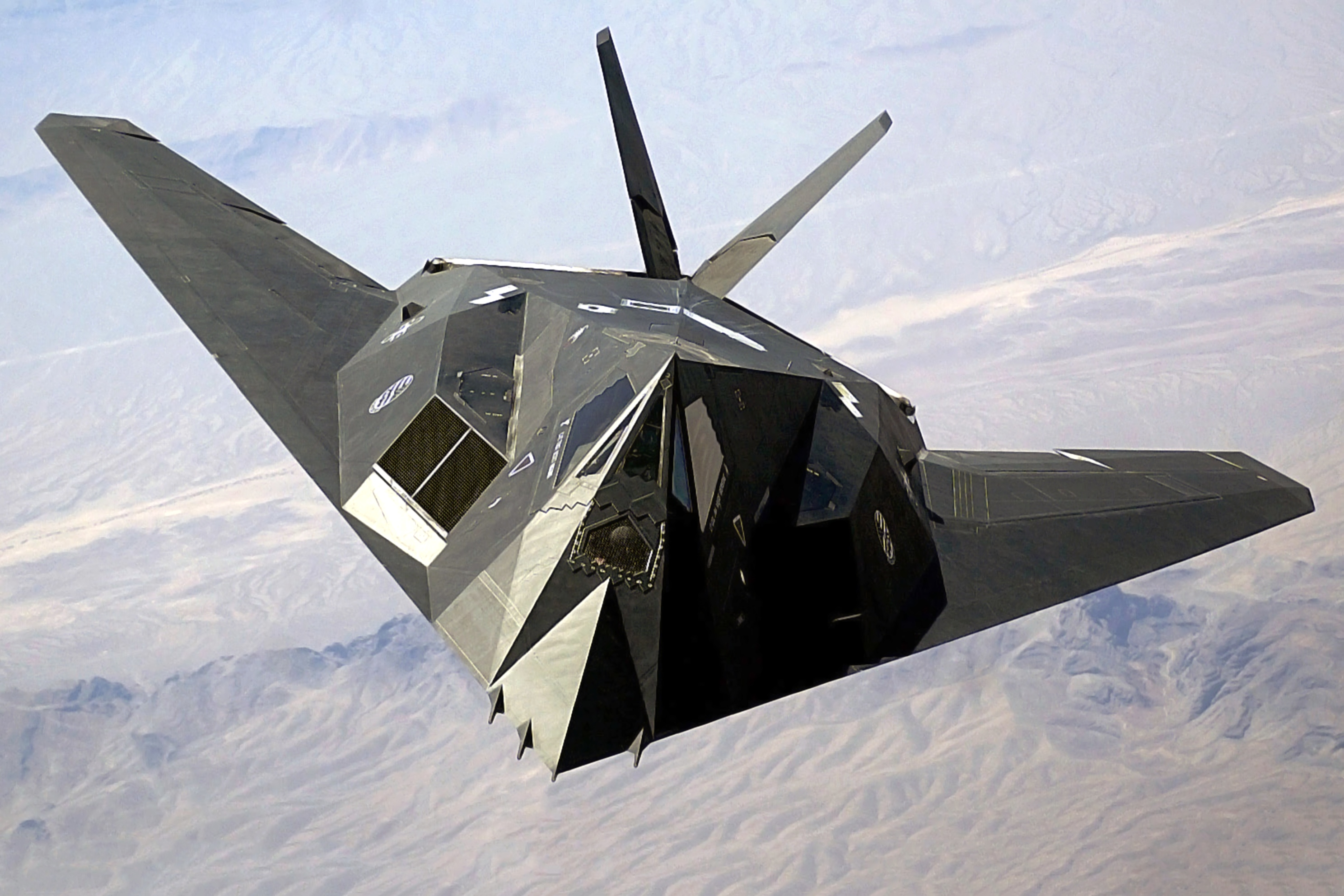
Lockheed Martin F-117 Night Hawk

Aurora est le nom généralement attribué à un hypothétique avion de reconnaissance américain,, développé à partir du milieu des années 1980, et successeur du Lockheed SR-71 Blackbird retiré du service actif.

## Présentation
L’US Air Force ayant souvent employé des armes plusieurs années avant d’en reconnaître l’existence (Lockheed Martin F-117 Night Hawk, Northrop B-2 Spirit, etc.), l’idée qu’il pourrait exister d’autres « armes secrètes » n'a rien de surprenant en soi : peu de pays souhaitent informer leurs adversaires potentiels des détails de leur arsenal, hormis pour ce qui concerne les armes de dissuasion stratégiques.

## Lien avec le B-2 Spirit
Réel ou hypothétique, l'Aurora est lié au programme du bombardier Northrop B-2 Spirit.
Aurora est un nom de code budgétaire du B-2, comme l’a expliqué dans ses mémoires Ben Rich, un ancien dirigeant de l'entreprise Lockheed. Certains partisans d'une théorie du complot croient que c'est plutôt l'inverse : le programme aurait eu une face officielle et classique, représentée par le B-2, et une face secrète, représentée par l'Aurora. Pour ceux qui croient à l’existence d’Aurora, le B-2 avait pour fonction de justifier les dépenses en fait consacrées au développement d’Aurora. Les partisans de l’existence d’Aurora, trouvent en effet le coût du B-2 (estimé entre 1,157 milliard et 2,2 milliards de dollars) injustifié par rapport à la quantité d’innovations qu’il propose.
L’Aurora serait donc doté d’un dispositif de propulsion original (carburant spécial comme l'hydrogène ou le méthane, statoréacteur, moteur à ondes de détonation pulsées, propulsion magnétohydrodynamique, ou autres hypothèses).